# Jesse & Joy
Jesse & Joy son un dúo música pop formado en 2005 por los cantantes y compositores mexicanos Jesse Huerta y Joy Huerta. Fueron descriptos por Latin Times como «unos de los artistas más puros y talentosos de nuestra generación».
El dúo ha lanzado seis álbumes de estudio, dos álbumes en vivo y un EP en Warner Music Latina. También ha realizado giras internacionales y ha ganado un Premio Grammy al mejor álbum de pop latino en 2017, siendo nominado también en 2013 y cinco Premios Grammy Latinos en varias categorías.

## Primeros años
Los hermanos Huerta nacieron en la Ciudad de México, de padre mexicano y madre estadounidense.  En 2001, inspirados por sus padres por la música clásica, rock y folk, cuando tenían 18 y 15 años, respectivamente, comenzaron a escribir música y canciones en español, acompañados por su padre y usando instrumentos de su iglesia a la que asistían de pequeños.
Firmaron con el grupo Warner Music Latina el 18 de abril de 2005. Jesse toca el piano y la guitarra, mientras que Joy toca la guitarra y es la vocalista principal.

## Trayectoria musical

### 2005-2007:Esta es mi vida
En diciembre de 2005 no solo cantaron con Emy Ledesma, fueron apadrinados y presentados por el dúo musical Sin Bandera en el Teletón 2005, Jesse & Joy lanzaron su álbum debut Esta es mi vida en 2006 a través de Warner Music México. Su primer sencillo, «Espacio sideral», fue galardonado como disco de oro por la Asociación Mexicana de Productores de Fonogramas y Videogramas (AMPROFON).
En el año 2006 participaron en la serie Skimo, precisamente en el capítulo 23 donde fueron la banda sorpresa de la fiesta organizada por Fito y Tavo cantando el tema principal de la serie de igual forma en el capítulo 29. Se puede escuchar la canción «Ya no quiero» de fondo en los últimos minutos del capítulo.

### 2008-2010:Esto es lo que soyyElectricidad

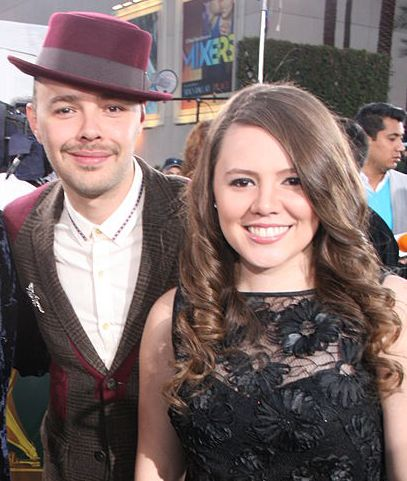
Jesse & Joy en la 13.ª edición de los Premios Grammy Latinos, en 2012.

En 2008, el dúo lanzó su primer extended play titulado Esto es lo que soy con «Espacio sideral», «Ya no quiero», «Volveré», «Llegaste tú» y una nueva canción llamada «Esto es lo que soy».
En 2009, se lanzó su segundo álbum de estudio, Electricidad. El álbum fue calificado como disco de oro e incluyó los sencillos «Adiós» y «Chocolate», «Si te vas», entre otros éxitos del dúo.

### 2011-2014:¿Con quién se queda el perro?
¿Con quién se queda el perro? fue lanzado como su tercer álbum de estudio en 2011. El álbum fue calificado dos veces platinum, e incluía los sencillos «Me voy», «¡Corre!» y «La de la mala suerte». Recibió seis premios Grammy Latinos y cinco nominaciones, así como la primera nominación a los Premios Grammy al Mejor Álbum Pop Latino.
En los Premios Grammy Latinos de 2012, el dúo Jesse & Joy fue nominado a cuatro premios, ganando tres de ellos: mejor álbum vocal pop contemporáneo por ¿Con quién se queda el perro?, canción y grabación del año por «¡Corre!». Además, junto con el director Carlos López Estrada recibieron el Premio Grammy latino al mejor video musical versión corta por dirigir «Me voy». El 5 de diciembre de 2012, ¿Con quién se queda el perro? recibió una nominación a los Premios Grammy 2013 al mejor álbum de pop latino.

### 2015-2018:Un besito más,Jesse & Joy
A finales de 2015, el dúo lanzó su cuarto álbum de estudio titulado Un besito más, fue número uno en la lista de álbumes latinos. Álbum que los llevó de gira por Estados Unidos, Latinoamérica y España. Fue producido por Jesse Huerta, Fraser T Smith y Martin Terefe, incluyó la canción «Un besito más», canción que escribieron después de la muerte de su padre. El video destaca los problemas de los inmigrantes en los Estados Unidos.

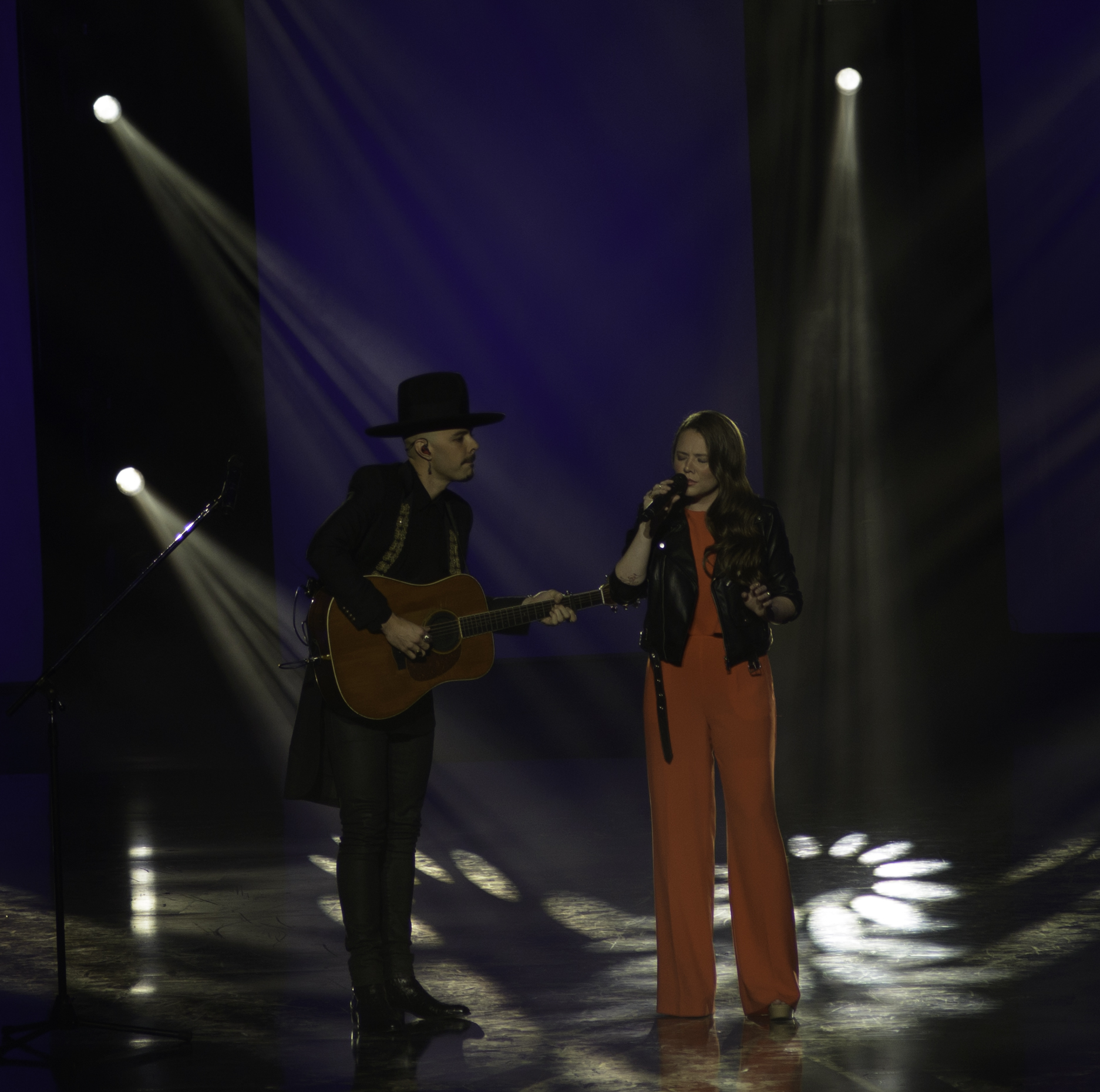
El dúo en los Premios Platino de 2016 en Punta del Este, Uruguay.

Un besito más obtuvo cuatro nominaciones al Latin Grammy (en las categorías de Grabación del año, Álbum del año, Canción del año y Mejor álbum pop contemporáneo). Ese año, se presentaron como parte de la gala "Persona del año" de la Academia de grabación latina en honor a Roberto Carlos. Poco después de sus primeras canciones en inglés, el lanzamiento de «Echoes of Love» y «More than amigos», extendió el alcance de la banda al Reino Unido en el momento en el que las canciones se pusieron en la BBC Radio 2. El diario The Independent en el Reino Unido describió a la primera canción del álbum Echoes of Love como "se mantienen fiel a sus raíces latinas/folklóricas al mismo tiempo que introducen un estilo épica y distintivo de voz tipo Adele". El disco incluía canciones como «¡Corre!», «Espacio sideral», «Ecos de amor», entre otros. El álbum inglés-español, Jesse lo expresó así: "Fui bendecido al ser criado en un hogar con dos culturas. Me mostró, desde una edad temprana, la belleza y el poder que reside en la diversidad. Al trabajar con mi hermana todos los días, experimento el poder que reside en la unidad: ‘juntos, somos más fuertes'. Todo lo que se necesita es un poco más de tiempo para comprender y aprender unos de otros."
A lo largo de mayo de 2016, Jesse y Joy realizaron una gira por México, que incluyó una actuación más con entradas agotadas en el Auditorio Nacional.
En la ceremonia del Premios Grammy de 2017, recibieron más reconocimiento por su primer Premio Grammy al mejor álbum de pop latino en honor a Un besito más, y en el discurso de aceptación de Joy, ella dedicó el reconocimiento a "todos los hispanos que están allí". El 2017 aparecieron en los Premios Latin American Music, y en "Person of the Year Gala" del Premios Grammy Latinos en honor a Alejandro Sanz.

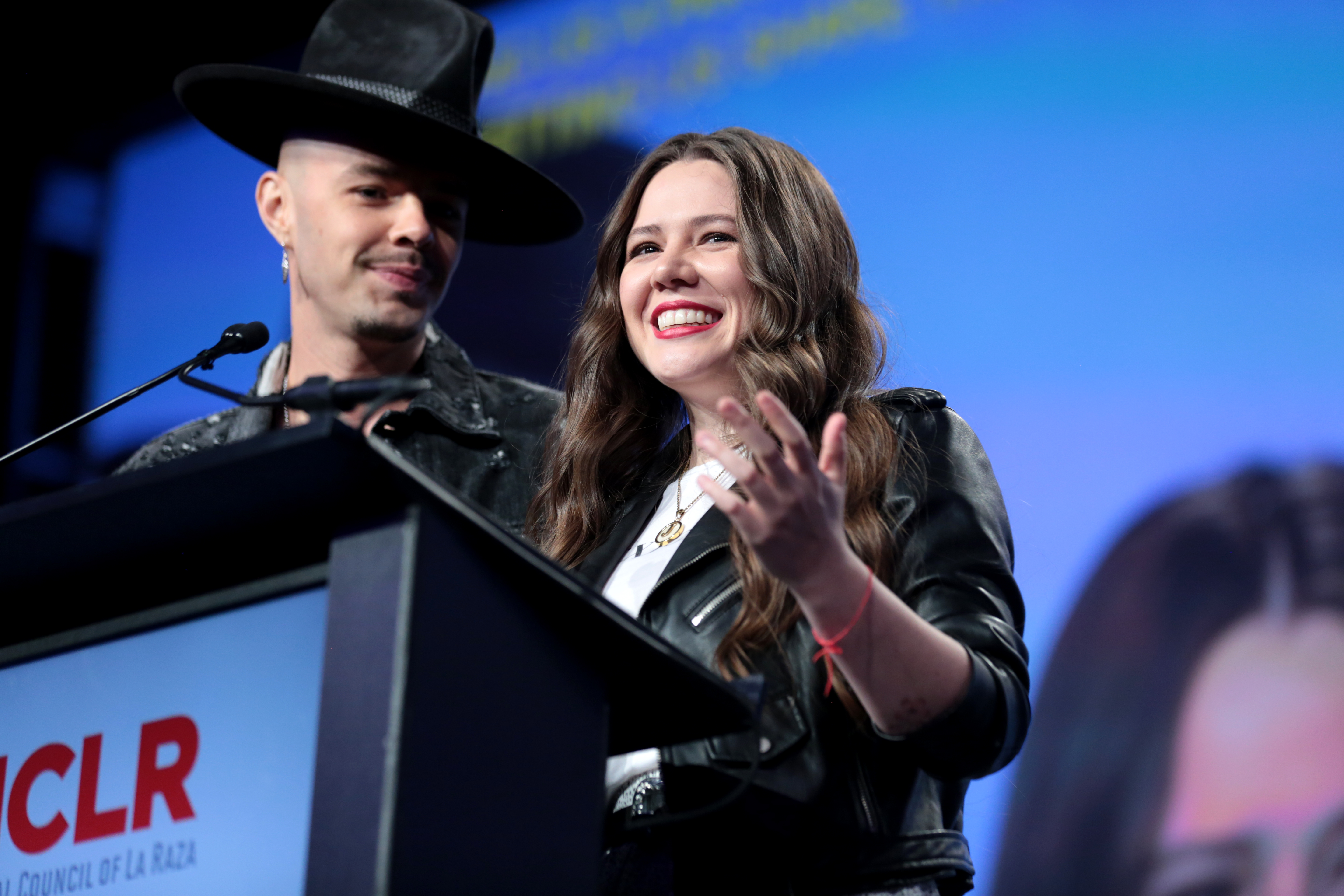
El dúo compartiendo una charla en el Consejo Nacional de La Raza, año 2017

Gracias al Tour en vivo Un besito más, Jesse y Joy visitaron más de 15 países y cerca de 100 ciudades, incluyendo Buenos Aires, Madrid, Barcelona, Santiago de Chile, Nueva York y Los Ángeles. En 2018, Jesse y Joy se embarcaron en otra gira internacional, comenzando en el Festival de Viña del Mar en Chile, y luego regresaron a la Arena Ciudad de México en la capital mexicana. El dúo recibió el Premio Visión 2018 en septiembre en la 31.ª Entrega Anual de los Premios a la Herencia hispana, que se emitió en PBS. El premio reconoce a los latinos con importantes contribuciones a la música. Firmaron un acuerdo con Kobalt Label Services para su publicación mundial que comienza con el sencillo de 2018, «Te esperé».
En abril de 2019, Jesse y Joy colaboraron con el cantante colombiano J Balvin para el sencillo «Mañana es too late». La canción fue escrita por el dúo, junto con Poo Bear y producido por Jesse y Charlie Heat (Kanye West, Madonna). «Mañana es too late» alcanzó el número 1 en México. Jesse y Joy continuaron su gira, con shows en América Latina y los Estados Unidos hasta finalizar el año.

### 2020-presente:AireyClichés
En mayo de 2020, editaron su quinto álbum de estudio, titulado Aire, dónde se desprenden temas como, «Tanto», junto al cantante puertorriqueño Luis Fonsi, «Lo nuestro vale más», «Alguien más», entre otros. El proyecto estuvo nominado a Álbum del Año y a Mejor Ingeniería de Grabación para un Álbum en los Premios Grammy Latinos 2020.
El 6 de mayo de 2022 publicaron su sexto álbum de estudio Clichés, que contó con 15 títulos como «Imagina», «Llórale a tu madre», entre otros. Clichés estuvo nominado al Mejor álbum vocal pop de los Premios Grammy Latinos y también en esa ceremonia cantaron «Respirar», del mismo álbum. El dúo se destacó por ser nominado al menos a una categoría de los Premios Grammy Latinos en cada lanzamiento de su álbum. En Premios Lo Nuestro 2023 fue nominado a álbum pop del año. 

## Filantropía
Mantienen una asociación continua con UnidosUS (anteriormente NCLR), la organización hispana de defensa de los derechos civiles y con su "¡Electrificar el voto!". Tuvieron espectáculos acústicos en California, Texas y Arizona con la intención de movilizar a los latinos a votar. Además, los músicos iniciaron esfuerzos personales de recuperación después de los terremotos en México.
Como tutores de animales domésticos, los hermanos son partidarios activos de los esfuerzos de PETA para esterilizar, castrar y encontrar hogares para animales domésticos sin hogar. El dúo grabó un PSA y apareció en los carteles de la causa.

## Discografía
| Álbumes de estudio - 2006: Esta es mi vida - 2009: Electricidad - 2011: ¿Con quién se queda el perro? - 2015: Un besito más - 2020: Aire - 2022: Clichés - 2025: Lo que nos faltó decir Álbumes en vivo - 2013: Soltando al perro | EP - 2008: Esto es lo que soy - 2010: Super 6 - 2010: Six Pack Álbum bilingüe - 2017: Jesse & Joy Álbum de versiones - 2007: Esta es mi vida (Espacial) |

## Giras
| Año         | Tour                               | Lugares |
| ----------- | ---------------------------------- | --- |
| Principales |                                    | |
| 2006-2008   | Esta es mi vida Tour               | - México - Estados Unidos - Chile                                                                             |
| 2009-2010   | Electricidad Tour                  | - México - Estados Unidos - España - América Central - América del Sur                                        |
| 2012-2014   | ¿Con quién se queda el perro? Tour | - México - Estados Unidos - América del Sur - España - América Central                                        |
| 2016-2017   | Un besito más Tour                 | - México - Estados Unidos - América del Sur - España - América Central Chile                                  |
| 2022-2024   | Cliches Tour                       | - México - Estados Unidos - Chile - Perú - Colombia - Venezuela - Canadá - Costa Rica - El Salvador - Ecuador |
| 2025-2026   | El Despecho Tour                   | - México - Costa Rica - Chile - Estados Unidos - Perú - Colombia - Argentina - República Dominicana           |
| Otros       |                                    | |
| 2013        | Latinos imparables Tour            | Estados Unidos                                                                                                |

## Promoción musical
| Televisión | Televisión                 | Televisión             | Televisión        | Televisión                                                  |
| Año        | Título                     | Canción                | Género televisivo | Notas                                                       |
| ---------- | -------------------------- | ---------------------- | ----------------- | ----------------------------------------------------------- |
| 2008       | Las tontas no van al cielo | «Esto es lo que soy»   | Telenovela        | Canción de Apertura                                         |
| 2008       | Las tontas no van al cielo | «Ya no quiero»         | Telenovela        | Canción de fondo                                            |
| 2011       | La que no podía amar       | «¡Corre!»              | Telenovela        | Tema de Ana Paula y Rogelio                                 |
| 2012       | Relaciones peligrosas      | «La de la mala suerte» | Telenovela        | Canción de fondo                                            |
| 2012       | Dulce amor                 | «¡Corre!»              | Telenovela        | Canción de fondo                                            |
| 2012       | Dulce amor                 | «La de la mala suerte» | Telenovela        | Tema de Julián y Gisella                                    |
| 2012       | Dama y obrero              | «¡Corre!»              | Telenovela        | Tema de Julio y Mireya                                      |
| 2012       | Dama y obrero              | «Me voy»               | Telenovela        | Tema de Rubén e Irene                                       |
| 2012       | Corona de lágrimas         | «Llorar»               | Telenovela        | Canción de fondo                                            |
| 2013       | Socias                     | «La de la mala suerte» | Telenovela        | Tema de Inés                                                |
| 2013       | Qué pobres tan ricos       | «Mi tesoro»            | Telenovela        | Canción de apertura y cierre                                |
| 2013       | El regreso                 | «Me quiero enamorar»   | Telenovela        | Tema de Javier y Soo Hee                                    |
| 2013       | Avenida Brasil             | «Llorar»               | Telenovela        | Tema principal                                              |
| 2015       | Pasión y Poder             | «Ecos de Amor»         | Telenovela        | Tema de Regina y David "Mi tesoro" -tema principal          |
| 2016       | Veinteañero a los 40       | «Me quiero enamorar»   | Telenovela        | Tema de Pancho y Katia "Dueles" -tema de Valentina y Julian |
| 2016       | Malhação                   | «Echoes of Love»       | Telenovela        | Tema de Gabriel y Joana                                     |
| 2017       | Las Estrellas              | «Me soltaste»          | Telenovela        | Tema de Manuel y Miranda                                    |
| 2024       | Papás Por Conveniencia     | «Digas Lo Que Digas»   |                   | Tema principal                                              |

## Premios y nominaciones
El dúo musical fue nominado a los Premios Grammy, Premios Grammy Latinos, Premios Billboard de la Música Latina, Premios Juventud, Premios Lo Nuestro, Premios Oye!, Premios MTV, entre otros.
Premios Grammy
| Año  | Trabajo                       | Categoría            | Resultado |
| ---- | ----------------------------- | -------------------- | --------- |
| 2013 | ¿Con quién se queda el perro? | Best Latin Pop Álbum | Nominada  |
| 2017 | Un besito más                 | Best Latin Pop Álbum | Ganadora  |

Premios Grammy Latinos
| Año  | Trabajo                       | Categoría                                    | Resultado |
| ---- | ----------------------------- | -------------------------------------------- | --------- |
| 2007 | Jesse & Joy                   | Best New Artist                              | Ganadora  |
| 2007 | Esta es mi vida               | Best Pop Álbum by a Dúo or Group with Vocals | Nominada  |
| 2012 | ¿Con quién se queda el perro? | Álbum of the Year                            | Nominada  |
| 2012 | ¿Con quién se queda el perro? | Best Contemporary Pop Álbum                  | Ganadora  |
| 2012 | "¡Corre!"                     | Record of the Year                           | Ganadora  |
| 2012 | "¡Corre!"                     | Song of the Year                             | Ganadora  |
| 2012 | "Me voy"                      | Best Short Form Music Video                  | Ganadora  |
| 2013 | "Llorar"                      | Song of the Year                             | Nominada  |
| 2014 | "Mi Tesoro"                   | Song of the Year                             | Nominada  |
| 2014 | "Dónde está el Amor"          | Record of the Year                           | Nominada  |
| 2014 | Soltando al perro             | Best Long Form Music Video                   | Nominada  |
| 2016 | Un besito más                 | Álbum of the Year                            | Nominada  |
| 2016 | Un besito más                 | Best Contemporary Pop Vocal Álbum            | Ganadora  |
| 2016 | "Ecos de Amor"                | Record of the Year                           | Nominada  |
| 2016 | "Ecos de Amor"                | Song of the Year                             | Nominada  |